# Lucasova

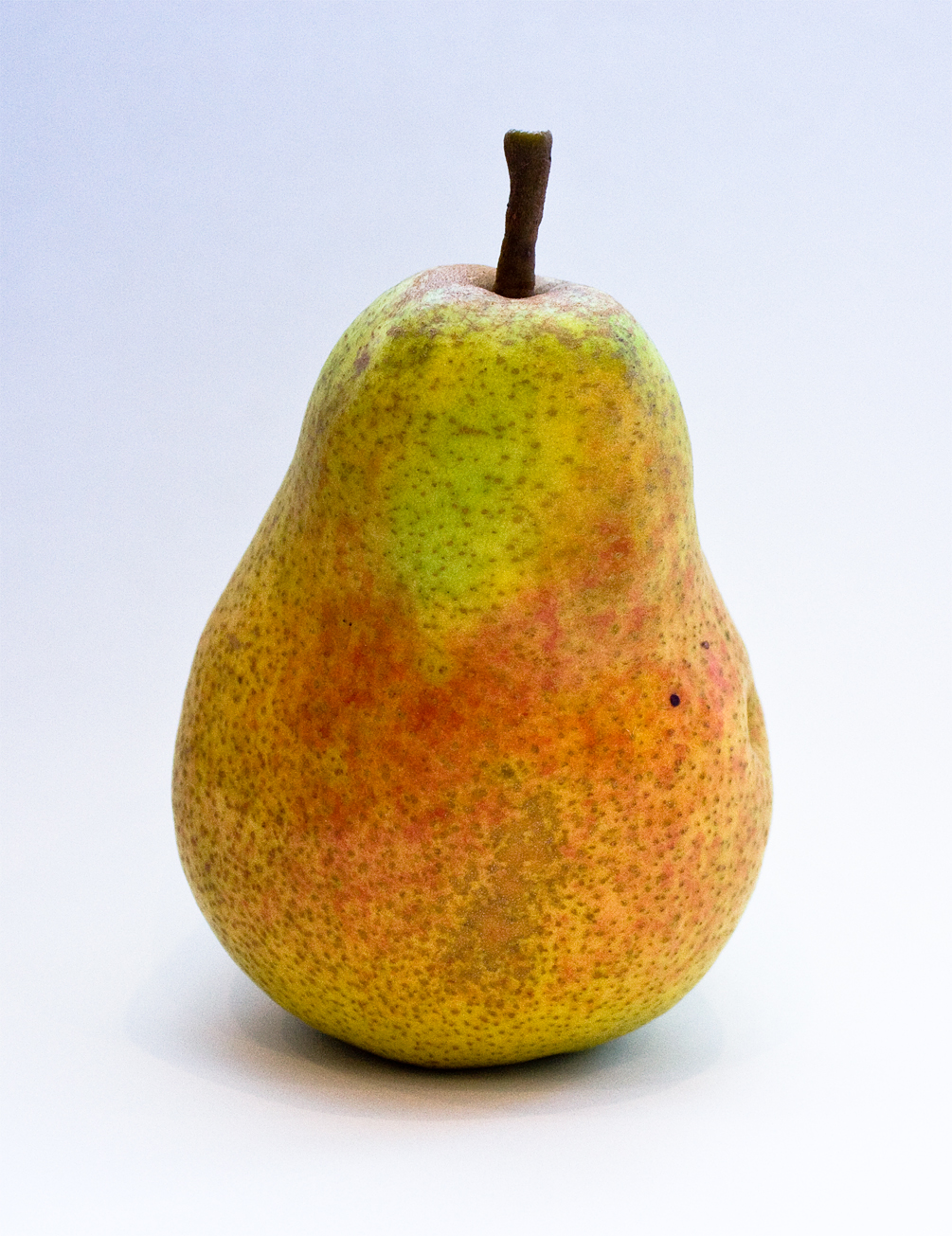

Lucasova (Pyrus communis 'Lucasova') je ovocný strom, kultivar druhu hrušeň obecná z čeledi růžovitých. Plody jsou řazeny mezi odrůdy zimních hrušek, sklízí se v říjnu, dozrává v listopadu, skladovatelné jsou do ledna. Jiný český název je 'Lukasova máslovka', 'Alexander Lukas'.

## Historie

### Původ
Byla nalezena jako semenáč v lese u Blois, jižně od Orleáns ve Francii, v roce 1870. Rozšířila se poté i do Německa, na počátku 20. století do Československé republiky. V ČSR povolena od roku 1954.

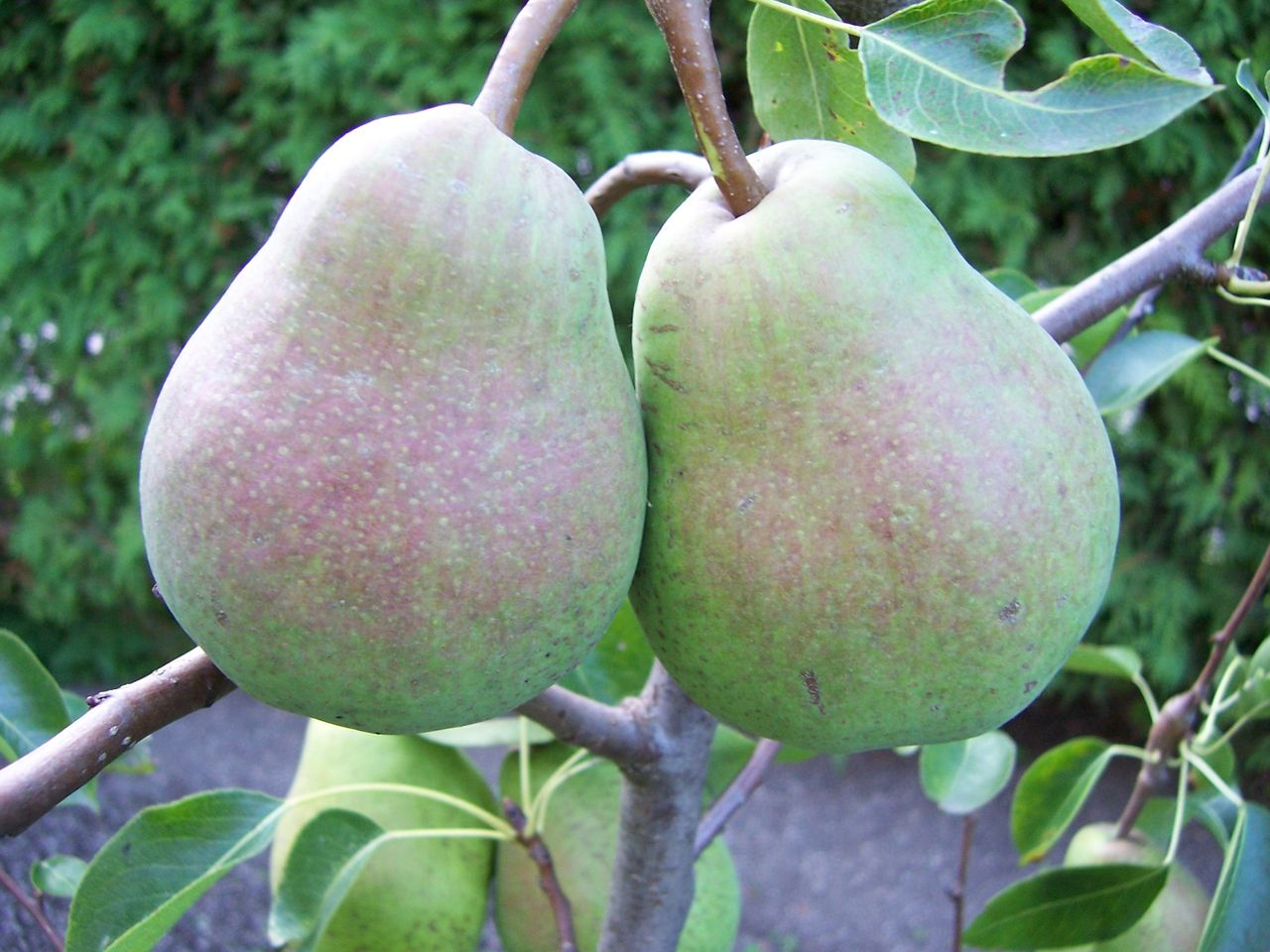

## Vlastnosti
Odrůda je cizosprašná. Vhodnými opylovači jsou odrůdy Konference, Clappova, Boscova lahvice, Madame Verté, Williamsova. Sama je špatným opylovačem, neboť se jedná o triploidní odrůdu.

### Růst
Růst odrůdy je středně bujný později slabý. Habitus koruny je pyramidální. Pravidelný průklest je doporučen.

## Plodnost
Plodí časně, bohatě a pravidelně.

## Plod
Plod je kuželovitý, střední až velké. Slupka hladká, žlutozeleně zbarvená s růžovým líčkem. Dužnina je nažloutlá, jemná, se sladce navinulou chutí, mírně aromatická, dobrá až velmi dobrá. Plod je kolem jádřince dost kaménčitý, semena jsou většinou nevyvinutá.

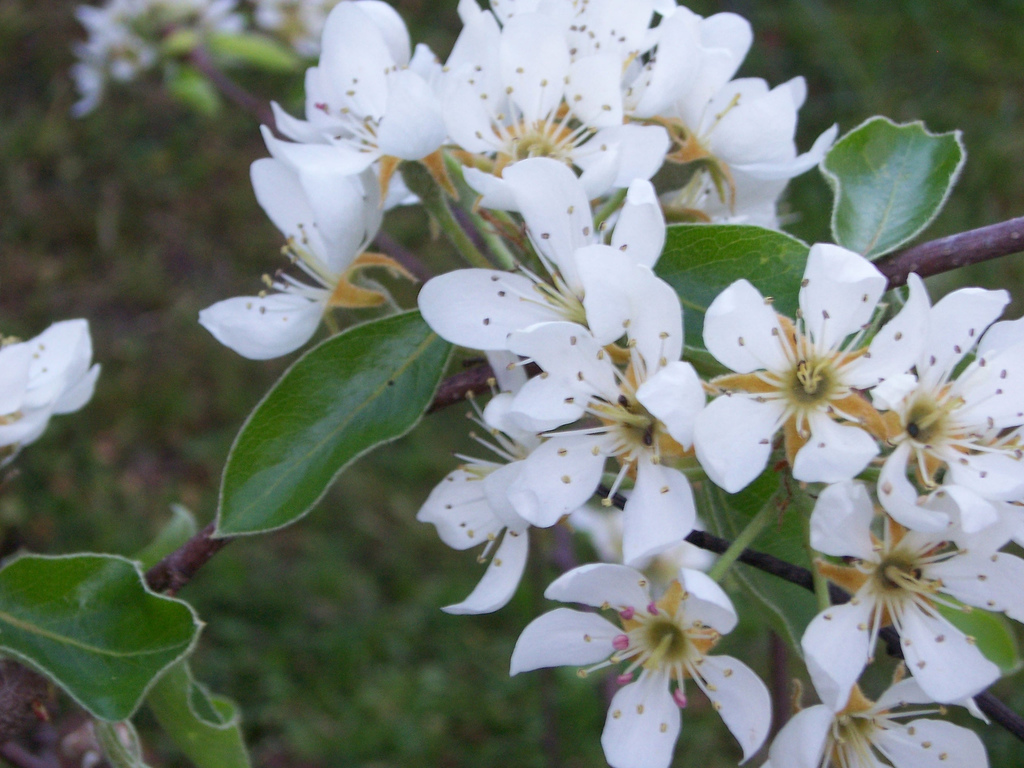

## Choroby a škůdci
Odrůda je považována za málo odolnou proti strupovitosti a mrazu. Odrůda je středně rezistentní (13,1 - 26,0 % napadení) vůči spále růžovitých.

## Použití
Průměrně dobře snese přepravu před dozráním, po dozrání špatně. Je vhodná ke skladování a přímému konzumu. Odrůdu lze použít do středních a teplých poloh, nebo vyšších chráněných poloh, na stanoviště zásobená vláhou.